# Liste der Naturdenkmale in Braunfels
Die Liste der Naturdenkmale in Braunfels nennt die auf dem Gebiet der Stadt Braunfels gelegenen Naturdenkmale. Sie sind bei der unteren Naturschutzbehörde des Lahn-Dill-Kreises (Abteil Umwelt, Natur und Wasser) eingetragen.
| Bild            | Bezeichnung                   | Ortsteil, Lage                             | Beschreibung | Art        | Nr. |
| --------------- | ----------------------------- | ------------------------------------------ | --- | ---------- | --- |
| Fotos hochladen | Blutbuche Braunfels           | Braunfels 50° 31′ 4,4″ N, 8° 23′ 32,2″ O   | Etwa 250 Jahre alte, ortsbildprägende Blutbuche. Höhe 30 m, Umfang 2,70 m. Schutzgrund: Schönheit und Eigenart | Einzelbaum | 176 |
| BW              | Brunnenlinde Tiefenbach       | Tiefenbach 50° 31′ 46,1″ N, 8° 20′ 14,5″ O | Etwa 130 Jahre alte, reich und dicht bekronte Winterlinde. Höhe 25 m, Krone 17 m, Stammumfang 0,85 m. Schutzgrund: Alter, Schönheit                                                                                         | Einzelbaum | 161 |
| BW              | Douglasie Braunfels           | Braunfels 50° 31′ 43,6″ N, 8° 22′ 30,5″ O  | Die mächtige Douglasie ist mit etwa 130 Jahren eine der ältesten in Deutschland. Höhe 48 m, Umfang 3,65 m. Schutzgrund: Alter, Schönheit, landeskundliche Bedeutung                                                         | Einzelbaum | 177 |
| BW              | Dr. Faust Eiche Braunfels     | Braunfels 50° 30′ 42,7″ N, 8° 21′ 27″ O    | Etwa 400 Jahre alte, kräftige, frei stehende Eiche von knorrigem Wuchs. Höhe 25 m, Umfang 4,70 m. Schutzgrund: Alter, landeskundliche Bedeutung                                                                             | Einzelbaum | 180 |
| Fotos hochladen | Esche Braunfels               | Braunfels 50° 30′ 58,7″ N, 8° 22′ 47″ O    | Kräftige Esche am Eisweiher an der Obermühle. Auffälliges Exemplar dieser Baumart. Höhe 32 m, Umfang 3,50 m. Schutzgrund: Seltenheit                                                                                        | Einzelbaum | 178 |
| BW              | Georg Eiche Braunfels         | Braunfels 50° 30′ 3,4″ N, 8° 24′ 10,7″ O   | Etwa 400 Jahre alte, kräftige Eiche mit hohem Kronenansatz. Höhe 32 m, Umfang 4,90 m. Schutzgrund: Alter, Schönheit | Einzelbaum | 179 |
| BW              | Hängehainbuche Braunfels      | Braunfels 50° 31′ 24,7″ N, 8° 22′ 44,5″ O  | Wegen ihrer besonderen Eigenart auffällige, sehr seltene Baumart in der Region. Höhe 6 m, Umfang 1,10 m. Schutzgrund: Seltenheit, Eigenart                                                                                  | Einzelbaum | 181 |
| Fotos hochladen | Hülse Braunfels               | Braunfels 50° 30′ 51,8″ N, 8° 23′ 30,6″ O  | Relativ starkes Exemplar einer seltenen Baumart in noch gutem Zustand. Schutzgrund: Seltenheit | Einzelbaum | 12  |
| BW              | Reckbuche Braunfels           | Braunfels 50° 31′ 58,7″ N, 8° 22′ 21,9″ O  | Sogenannte Reckbuche, durch einen Ast verbundene Stämme eines Baumes. Auffällige seltene Wuchsform. Schutzgrund: Eigenart                                                                                                   | Einzelbaum | 182 |
| BW              | Satorius Eiche Braunfels      | Braunfels 50° 30′ 44,6″ N, 8° 21′ 16,7″ O  | Nach Wilhelm Sartorius, dem früheren (1900 bis 1929) Landrat des Kreises Wetzlar benannte Eiche. Höhe 19 m, Umfang 3,40 m. Schutzgrund: heimatkundliche Bedeutung                                                           | Einzelbaum | 14  |
| BW              | Schillereiche Braunfels       | Braunfels 50° 30′ 41,4″ N, 8° 22′ 15,6″ O  | Etwa 350 Jahre alte Eiche. Höhe 24 m, Umfang 3,80 m. Schutzgrund: Alter, Schönheit | Einzelbaum | 10  |
| BW              | Schillereiche II Braunfels    | Braunfels 50° 30′ 47,2″ N, 8° 22′ 26″ O    | Etwa 350 bis 400 Jahre alte Eiche mit auffälligem Wuchs am Waldrand. Höhe 25 m, Umfang 3,80 m. Schutzgrund: Alter, Schönheit                                                                                                | Einzelbaum | 183 |
| BW              | Tulpenbäume Braunfels         | Braunfels 50° 30′ 5,1″ N, 8° 24′ 14,6″ O   | Die Gruppe aus 4 Tulpenbäumen wurde wahrscheinlich zu Beginn des 19. Jahrhunderts aus landschaftsgestalterischen Gründen gepflanzt. Exotische Baumart. Höhe 30 m, Umfang 2,20 bis 2,60 m. Schutzgrund: Eigenart, Seltenheit | Baumgruppe | 184 |
| Fotos hochladen | Zerreiche Braunfels           | Braunfels 50° 30′ 54,4″ N, 8° 23′ 47,5″ O  | Schutzgrund: markanter, stadtbildprägender Einzelbaum, schöne Wuchsform, Vitalität | Einzelbaum | 175 |
| BW              | Ziegler-Stege-Eiche Braunfels | Braunfels 50° 30′ 7,7″ N, 8° 24′ 15,3″ O   | Etwa 250 Jahre alte Eiche. Umfang 3,20 m. Schutzgrund: Erinnerung an Personen | Einzelbaum | 15  |